# Yan Liang (General)
Yan Liang (chinesisch 颜良 / 颜良, Pinyin Yán Liáng; † 200) war ein General unter dem mächtigen Warlord Yuan Shao zur Zeit der Drei Reiche im alten China.
Über Yan Liangs Leben sind nur Bruchstücke aus den Chroniken der Drei Reiche von Chen Shou erhalten. Er ist dort als der prominenteste und ranghöchste General unter Yuan Shao aufgeführt. Im Jahre 200 rüstete Yuan Shao eine Armee von 100.000 Mann, um gegen den Warlord Cao Cao vorzugehen. Um den Weg zum Jangtsekiang freizumachen, schickte er Yan Liang voraus, der die Stadt Baima angreifen sollte. Sein Berater Ju Shou warnte ihn vor Yan Liangs Freimütigkeit, aber Yuan Shao hörte nicht auf ihn.
Cao Cao führte seine Hauptstreitmacht an den Jangtse, um Yuan Shao dorthin zu locken, und sandte seine Generäle Guan Yu und Zhang Liao nach Baima. Guan Yu besiegte und tötete Yan Liang und hob die Belagerung von Baima auf. So starb Yan Liang schon im Vorfeld der Schlacht von Guandu.
| Personendaten    | Personendaten                                                 |
| ---------------- | ------------------------------------------------------------- |
| NAME             | Yan Liang                                                     |
| KURZBESCHREIBUNG | chinesischer General unter Yuan Shao zur Zeit der Drei Reiche |
| GEBURTSDATUM     | 2. Jahrhundert                                                |
| GEBURTSORT       | China                                                         |
| STERBEDATUM      | 200                                                           |